# Scaeurgus unicirrhus
Scaeurgus unicirrhus — вид головоногих моллюсков из семейства обыкновенные осьминоги (Octopodidae). Длина мантии самцов до 12 см. Встречаются в тропических и умеренных водах Тихого, Индийского и Атлантического океанов, а также в Средиземноморье. Обитают на морском дне на глубине от 100 до 800 м (обычно 100—400). Охранный статус вида не установлен, они безвредны для человека и представляют потенциальный интерес как объекты промысла.